# 正黨
正黨（韩语：／ Bareunjeongdang）是韓國的一個已解散保守主義政黨，於2016年末臨時籌劃、2017年1月24日正式成立。此黨主要由当时的執政黨新世界黨的反朴槿惠派系分裂組成，2017年1月7日之前暫定名為改革保守新黨（韩语：／ Gaehyeokbosusindang），曾為國會第四大黨，第三大在野黨，2018年與中間派政黨國民之黨合併為正未來黨。

## 歷史
韩国保守派阵营內反朴槿惠的勢力由來已久，早於2007年大韓民國總統選舉，大国家党党內反朴槿惠派系支持前首爾市長李明博競選總統，使得李明博以微弱差距擊敗朴槿惠成為大國家黨的總統候選人，此後部分朴槿惠的支持者支持前總統參選人李會昌脫黨參選，李明博當選總統後，亲李派在国会选举前的公荐中对亲朴派采取“公荐屠杀"，迫使部分非朴派退党参选，此后親朴派又重歸大國家黨（朴槿惠并未脱离大国家党），并随着朴槿惠当选总统而重新掌控党权。
崔順實干政風波於2016年末爆發後，朴槿惠遭受空前的黨內外反對聲音，要求她馬上下台負責。然而，朴槿惠只開出了在2017年4月提前下台無需問責的條件。同年12月9日，韓國國會以234票，包括172名在野黨國會議員及62名執政黨議員支持通過朴槿惠彈劾案，顯示出新國家黨黨內超過10位以上的親朴派議員倒戈，在彈劾時投下贊成票，讓非朴派議員更強烈地要求以親朴出身的黨魁李貞鉉所組成的領導團隊下台，迫使李貞鉉在同年12月21日率領黨中央人員總辭。然而黨內機關依然由親朴人士鄭宇澤掌控，非朴派仍要求鄭宇澤任命非朴派代表人物、前國會院內代表劉承旼擔任非常對策委員長，否則非朴派將退出新世界黨，但遭拒絕。這令非朴派認為黨內未有決心推動改革，因而29名非朴派議員於27日宣布退黨，成立改革保守新黨。2017年1月8日，改革保守新党正式命名为正党，并于24日举行建党大会。正黨的建立使共同民主黨僅半年便重奪國會第一大黨的地位。在此之後，韓國政壇成為「四足鼎立」的局面。
正黨在2017年大韓民國總統選舉中推舉了劉承旼作為黨代表參選。然而，他的支持度一直為五人中最低。正黨的低迷人氣及過於保守的政見，讓正黨藉着反朴槿惠而帶來的人氣逐漸消散。在三次電視辯論後，劉承旼尽管表现优异，但他本人的支持率甚至被無力造勢的正義黨候选人沈相奵所蓋過，跌落至五大候選人最後一名。他出動「秘密武器」，靠外貌清秀的女兒搶到曝光率，但無助洗脫其保守派（脱离新国家党）的「叛徒」形象。5月1日，14名正黨議員选择支持洪准杓，回流至自由韓國黨（原新国家党），令正黨在國會議席減少至20席。最终刘承旼在大选中仅得6.76％选票落败。
大选结束之后，正党陷入群龙无首的境地，相反自由韩国党在选后迅速选出新党首洪准杓。洪准杓于11月初开除朴槿惠党籍，正党9名国会议员趁势重返自由韩国党，正党失去了交涉团体资格。洪准杓在此之后进一步宣布自由韩国党“不再接纳正党议员”。新当选党代表的刘承旼决定同民调同样陷入低迷的国民之党合作，两党部分议员组成“国民统合论坛”。2018年2月13日，正党和国民之党完成统合，定名为正未来党。

## 領導層

### 歷任黨首
| 任次 | 姓名   | 职衔         | 就任日期       | 離任日期       |
| 1    | 鄭柄國 | 代表         | 2017年1月24日  | 2017年3月10日  |
| 臨時 | 朱豪英 | 代表权限代行 | 2017年3月10日  | 2017年6月25日  |
| 2    | 李惠薰 | 代表         | 2017年6月26日  | 2017年9月7日   |
| 臨時 | 朱豪英 | 代表权限代行 | 2017年9月7日   | 2017年11月13日 |
| 3    | 劉承旼 | 代表         | 2017年11月13日 | 2018年2月13日  |

### 歷任国会领袖
| 任次 | 姓名   | 职衔             | 就任日期       | 離任日期       |
| 1    | 朱豪英 | 院内代表         | 2016年12月27日 | 2017年11月13日 |
| 臨時 | 金世淵 | 院内代表权限代行 | 2017年11月13日 | 2017年12月22日 |
| 2    | 吳晨煥 | 院内代表         | 2017年12月22日 | 2018年2月13日  |

### 籌備委員會成員
- 籌備委員會主席：朱豪英、鄭柄國（朝鲜语：정병국）
- 院內代表：朱豪英
- 政策預備長：李鍾九（朝鲜语：이종구 (1950년)）
- 人力資源招聘經理：金聖泰（朝鲜语：김성태 (1958년)）
- 政綱、團隊領導者：權性東、金世淵（朝鲜语：김세연 (1972년)）
- 戰略規劃經理：金榮宇（朝鲜语：김영우 (1967년)）
- 當務構成組長：洪文杓（朝鲜语：홍문표）
- 公共事務經理：黃永哲（朝鲜语：황영철）
- 促進公平數位團隊：李鶴宰（朝鲜语：이학재 (1964년)）
- 政策研究小組：李鍾九（朝鲜语：이종구 (1950년)）
- 法律援助小組組長：金在庚（朝鲜语：김재경 (1961년)）
- 行政組長：鄭亮碩（朝鲜语：정양석）
- 發言人：張濟元

## 主要選舉記錄

### 總統大選
| 年度 | 選舉   | 候選人 | 得票      | 得票率 |  | 結果 |
| ---- | ------ | ------ | --------- | ------ |  | ---- |
| 2017 | 第19屆 | 劉承旼 | 2,208,771 | 6.76%  |  | 落選 |